# Секундарно ендокрини органи
Секундарно ендокрини органи су они који нису примарно ендокрини, већ осим своје примарне функције излучују хормоне који такође имају важну функцију у одржавању хомеостазе организма. Органи који такође имају и неке ендокрине функције укључују: срце, бубреге, црева, тимус, гонаде, плаценту и масно ткиво.
Ткива многих органа луче ткивне хормоне, које обично делују на месту, или близу места где су излучени (нпр хистамин, који луче ћелије епитела делују уз крвни суд, као одговор организма на улазак страних материја). Срце продукује активну супстанцу која регулише концентрацију соли у телу, тиме и укупну телесну воду, што за последицу има и утицај на висину крвног притиска. Хормони коре бубрега могу да утичу на лучење алдостерона (нпр ренин), али и на стварање еритроцита и стање крвних судова. Хормони цревног система утичу на временску припремљеност органа варења за надолазећу храну, чиме се обезбеђује њено оптимално разлагање, па тако присутна храна у желуцу стимулише, преко нервног система, лучење желудачног хормона гастрина, који изазива појачано лучење желудачног сока; - слузокожа дуоденума лучи хормон секретин, који стимулише секрецију базног панкреасног сока, и хормон холецистокинин, који стимулише ослобађање жучи.

## Физиологија хормона
Хормони су сигналне молекуле који се директно излучују из за то намењених жлезда, односно ендокриних ткива у крв. Ендокрини систем заједно са неуролошким чини основу по којој се оадржава хомеостаза (динамичка равнотежа у организму).
У хормоне по хемијској структури спада неколико група једињења: амини, полипептиди, протеини, гликопротеини и стероиди.
Хормони могу деловати ендокрино, преко лучења молекула у крв и дистрибуције по организму, али и паракрино тако да делује на ћелију у њеној близини, као и аутокрине, тако да делује на саму ћелију која лучи молекуле.
Хормонска регулација уско је повезана са централним нервни системом, али и са висцералнимј органима и перифернаим ткивима. Регулација појединог хормона најчешће је успостављена хијерархијски. У тој хијерархији, највиши центар је представљен делом међумозга, хипоталамусом који управља радом хипофизе, друге карике у ланцу. и на крају следи циљни ендокрини орган који лучи хормон.
Комуникација међу овим структурама обавља се непосредно преко нивоа коначног продукта или самог завршног хормона који се лучи, али и посредно преко састава телесних течност и неуралних сигнала. Постоје две варијанте непосредне контроле лучења - позитивна повратна спрега и негативна повратна
спрега. Механизмом позитивне повратне спреге повећава се ниво регулисане вредности (хормона), док се механизмом негативне повратне спреге ниво регулисане вредности смањује.
У случају физиолошких поремећаја и присутности патолошког стања, механизам повратне спреге може бити очуван или нарушен. Мерењем нивоа појединог хормона у комуникационом ланцу хипоталамус-хипофиза-циљних органа може се утврдити ниво поремећаја.

## Најзначајнији секундаро ендокрини органи и њихови хормони
И док у најважнији примарно ендокрини органе спадају: хипофиза, епифиза, панкреас, полне жлезде (јајници/тестиси), штитњача, паратироидне жлезде, надбубрежне жлезде, дигестивни систем, масно ткиво, у секундарно ендокрине органе спадају: срце, бубрег, јетра, кости, органи за варење, материца, плацента, масно ткиво..., који такође учествују у ендокриној сигнализацији, иако немају примарно ендокрину улогу.

### Срце
Осим што је главни мотор циркулације, срце такође синтетизује натријуретске пептиде (АНП и БНП) који су важни у патофизиолошким механизмима болести кардиоваскуларног система.
| Назив хормона                             | Скраћеница | Ћелије које га луче | Дејство |
| ----------------------------------------- | ---------- | ------------------- | --- |
| Атријални натриуретски фактор Атриопептин | АНП        | Срчани миоцити      | Смањује крвни притисак механизмом: смањивања системске циркулације, васкуларне резистенцији и нивоа воде, натријум и масти у крви                  |
| Мождани натриуретски пептид               | БНП        | Срчани миоцити      | У мањем степену од АНП обара крвни притисак преко: смањивања системске циркулације, васкуларне резистенцији и нивоа воде, натријум и масти у крви. |

Атриопептин
Атриопептин (атријални натриуретски пептид, (скраћено АНП), атријални натриуретски фактор, атријални натриуретски хормон, АНХ, кардионатрин, кардиодилатин ЦДД) је јак вазодилататор, и протеински (полипептидни) хормон који луче ћелије срчаног мишића (миоцити).
Он учествује у хомеостатичкој контроли телесне воде, натријума, калијума и масноће (адипозног ткива). Њега отпуштају мишићне ћелије преткомора (атрија) срчаног мишића (миокарда) као одговор на висок крвни притисак.
АНП делује тако што редукује водено, натријумско и адипозно оптерећење циркулаторног система, и на тај начин смањујући системску циркулацију и васкуларну резистенцију смањује и крвни притисак.
Мождани натриуретски пептид
Мождани натриуретски пептид (основни натриуретски пептид, Б-тип натриуретског пептида, БНП, ГЦ-Б) је 32 аминокиселине дуг полипептид који излучују срчане коморе у одговору на прекомерно истезање ћелија срчаног мишића (кардиомиоццта). Ослобађање БНП-а је модулисано јонима калцијума. БНП се назива можданим пептидом јер је оригинално екстрахован из свињског мозга. Код људ овај хормон углавном производе срчане коморе.
БНП се излучује заједно са 76 аминокиселина дугим Н-терминалним фрагментом (НТ-проБНП) који је биолошки неактиван. БНП се везује за и активира рецепторе атријалног натриуретског фактора рецептор НПРА, и мањој мери НПРБ, на сличан начин као и атријални натриуретски пептид (АНП) али са 10 пута мањим афинитетом. Биолошки полуживот БНП-а је два пута дужи АНП, док је полуживот НТ-проБНП пептида још дужи. Ит тог разлога ти пептиди су боља мета за дијагностичко тестирање крви

### Бубрег
Осим стварања мокраће, бубрег лучи ренин који учествује у регулацији ренин-ангиотензин система, продукције еритропоетина који стимулише продукцију еритроцита, калцитриола који учествује у стварању активног облика витамина Д и тромбопоетина, који стимулише производњу тромбоцита.
| Назив хормона | Ћелије које га луче                   | Дејство |
| ------------- | ------------------------------------- | --- |
| Ренин         | Јукстагломеруларне ћелије             | Активира ренин-ангиотензин систем претварањем ангиотензина I у ангиотензиноген доводи до ослобађања алдостерона. Алдостерон затим изазива задржавање На+ и воде, повећавајући волумен крви. |
| Еритропоетин  | Екстрагромеруларне мезангијске ћелије | Еритропоетин (ЕПО) је протеински хормон који покреће стварање црвених крвних зрнаца у коштаној сржи. ЕПО се ослобађа као одговор на низак ниво кисеоника. Пошто су црвене крвне ћелије носиоци кисеоника, повећана производња доводи до веће испоруке кисеоника у целом телу. ЕПО су користили спортисти за побољшање перформанси, јер већа испорука кисеоника мишићним ћелијама омогућава већу издржљивост. Пошто црвена крвна зрнца повећавају вискозитет крви, вештачки високи нивои ЕПО могу изазвати озбиљне здравствене ризике. |
| Калцитриол    | Ћелије проксималног тубула            | Активни облик витамина D3 Повећање апсорпцију калцијуму и фосфата у гастроинтестиналном тракту и бубрегу инхибирајући ослобађање паратироидног хормона |
| Тромбопоетин  |                                       | Стимулише мегакариоците да производе тромбоците. |

### Тимус
Тимус који се налази иза грудне кости најизраженији је код одојчади, а са старењем постаје све мањи. 
Тимус производи хормоне који се називају тимозини, који доприносе развоју имунолошког одговора.

### Масно ткиво
Масно или адипозно ткиво производи адипонектин и лептин (као одговор на унос хране), један од адипокина, или биоактивног пептида. Њега синтетишу и луче пре свега адипоцити, ћелије белог масног ткива (енгл. white adipose tissue, WAT), а у мањим количинама луче и смеђе масно ткиво, ендотел итд.
Лептин повећава активност анорексигених неурона и смањује активност орексигених неурона, стварајући осећај ситости након јела, чиме утиче на апетит и смањује потребу за даљим јелом. Лептин је такође повезан са репродукцијом. Мора бити присутан да би дошло до синтезе ГнРХ и гонадотропина. Екстремно мршаве женке могу касно ући у пубертет, међутим, ако се нивои адипозног ткива повећају, производиће се више лептина, чиме се побољшава и плодност.
| Назив хормона      | Ћелије које га луче | Дејство                                                     |
| ------------------ | ------------------- | ----------------------------------------------------------- |
| Лептин             | Адипоцити           | Смањује апетит, повећањва метаболизам и побољшава плодност. |
| Естроген (Естроне) | Адипоцити           |                                                             |

Лептин
Своје ефекте остварује путем специфичних Об-Р рецептора. Примарном централном улогом лептина сматра се његов утицај на хипоталамус, где делује као анорексигенични фактор, учествујући у контроли телесне тежине.
С обзиром да га примарно луче ћелије белог масног ткива (при чему је, експресија гена за лептин директно сразмерна и самој количини липида складиштеног у адипоциту), његова концентрација у плазми у позитивној је корелацији са степеном адипозности особе.
Након излучивања, крвотоком долази до централног нервног система. Раније се сматрало да у њега улази олакшаном дифузијом, међутим нове студије показују како је највероватније место уласка циркумвентрикуларни орган еминенције медијане, где механизмом трансцитозе улази у трећу мождану комору, и даљим ширењем вентрикуларним системом долази до циљних можданих структура.
Када лептин допре до хипоталамуса, везује се за рецепторе неурона аркуатног једра, и делује тако да:
Стимулише POMC — неуроне (према енгл. proopiomelanocortin), чиме подстиче анорексигенични одговор Наиме, POMC-неурони отпуштају α-меланокортин који покреће неуроне паравентрикуларног једра, да они шаљу сигнал у нуклеус трактус солитарија како би се подстакло понашање карактеристично за стање ситости.
Инхибише NPY/AgRP — неуроне (према енгл. neuropeptide Y и agouti-related peptide) супримира орексигеничне сигнале и увећава тонуса симпатичког система, што доводи до повећаног метаболизма и потрошње енергије (нпр стимулацијом липолизе у масном ткиву). Међутим, важно је нагласити да, лептин иако је експериментима на глодарима утврђено како их лептин штити од гојазности, сматра се како у људи нема функцију показатеља вишка, или енергетских залиха. Зато се сматра једним од важних фактора укључених у развој метаболичког синдрома.
Контролише раст — инхибицијом производње соматостатина у хипоталамусу, али и неким директним ефектима на соматотропне ћелије хипофизе.

### Органи за варење
Овај систем органа лучи читав низ хормона, од којих грелин, који може пролазити крвно-мождану баријеру има централни учинак и делује на регулацију апетита.
Грелин
Грелин је хормон који углавном производе П/Д1 ћелије које облажу фундус (горњи део) људског желуца и епсилон ћелије гуштерачеа које стимулишу глад и састоји се од 28 амино киселина. Нивои грелина се повећавају пре оброка и смањују након оброка. Он се сматра панданом хормона лептин, кога производи адипозно ткиво, и који индукује ситост кад је присутан у високим нивоима. У неким баријатричним процедурама, нивои грелина су смањени код пацијената, што узрокује превремену ситост.
Принцип деловања грелина сличан је механизму деловања лептина, али наравно антагонистички, и зато се сматра независним од учинка грелина на регулацију секреције хормона раста. Грелин своје дејство
остварује делујући директно на хипоталамчке центре:
Веже се на рецепторе на NPY/AgRP— повећава у неуронима експресију гена који кодирају NPY и AgRP. Ти пептиди инхибирају анорексигеничне хормоне у PVN, а истовремено стимулишу орексигеничне неуроне у подручју латералног хипоталамуса.
Инхибира POMC —  спречавајући неуронима њихово анорексигенично дејство.
Збирни ефекат је одашиљање орексигеничних сигнала у нуклеус трактус солитариа, чиме се генерише осећај глади и понашање усмерено ка тражењу хране.

### Плацента
Плацента у мањим количинама лучи лептин, који се сматра једним од главних узрока тешких јутрарњих мучнина код жена за време трудноће.

### Материца
| Назив хормона | Скраћени назив | Ћелије које га луче | Дејство                           |
| ------------- | -------------- | ------------------- | --------------------------------- |
| Пролактин     | PRL            | Децидуалне ћелије   | Производња млека у млечној жлезди |
| Релаксин      |                | Децидуалне ћелије   | Нејасно код људи и животиња       |

### Кожа
| Назив хормона | Ћелије које га луче | Дејство                     |
| ------------- | ------------------- | --------------------------- |
| Калцидиол     |                     | Неактиван облик витамина D3 |

### Коштана срж
| Назив хормона | Ћелије које га луче     | Дејство                                          |
| ------------- | ----------------------- | ------------------------------------------------ |
| Тромбопоетин  | Јетра и бубрежне ћелије | Стимулише мегакариоците да производе тромбоците. |